# Love ~Destiny~
LOVE ~Destiny~ – siódmy singel Ayumi Hamasaki, został wydany przez wytwórnię Avex Trax 14 kwietnia 1999 roku oraz wydany ponownie 28 lutego 2001. Utwór tytułowy był specjalnie zamówiony do japońskiego serialu SemiDouble.  W pierwszym tygodniu sprzedano 70 540 kopii, natomiast 650 800 kopii całościowo.

## Lista utworów

### CD (1999)
| Nr | Tytuł                               | Muzyka | Aranżacja                          | Czas |
| -- | ----------------------------------- | ------ | ---------------------------------- | ---- |
| 1. | "LOVE〜Destiny〜"                   | Tsunku | Shingo Kobayashi, Yasuaki Maeshima | 4:56 |
| 2. | "LOVE〜since 1999〜"                | Tsunku | Takao Konishi                      | 4:41 |
| 3. | "LOVE〜Destiny〜 -Instrumental-"    | Tsunku | Shingo Kobayashi, Yasuaki Maeshima | 4:56 |
| 4. | "LOVE〜since 1999〜 -Instrumental-" | Tsunku | Takao Konishi                      | 4:40 |

### CD (2001)
| Nr | Tytuł                                              | Czas |
| -- | -------------------------------------------------- | ---- |
| 1. | "LOVE〜Destiny〜 (Original Mix)"                   | 4:56 |
| 2. | "LOVE〜since 1999〜 (Original Mix)"                | 4:41 |
| 3. | "kanariya (Big Room Mix)"                          | 7:37 |
| 4. | "kanariya (HΛL's Mix)"                             | 4:26 |
| 5. | "from your letter (pandart sasanooha Mix)"         | 5:44 |
| 6. | "LOVE〜Destiny〜 (Original Mix -Instrumental-)"    | 4:56 |
| 7. | "LOVE〜since 1999〜 (Original Mix -Instrumental-)" | 4:40 |

## Wystąpienia na żywo
- 12 kwietnia 1999 – Hey! Hey! Hey! – "LOVE〜since 1999〜"
- 15 kwietnia 1999 – Utaban – "LOVE〜Destiny〜"
- 17 kwietnia 1999 – Pop Jam – "LOVE〜Destiny〜"
- 17 lipca 1999 – Pop Jam – "LOVE〜Destiny〜"
- 5 grudnia 1999 – Heart Aid Taiwan – "LOVE〜Destiny〜"
- 25 grudnia 1999 – Pop Jam – "LOVE〜Destiny〜"
- 12 października 2002 – Ayuready? – "LOVE〜since 1999〜"